# 신카이촌 (나가노현)
신카이촌(新開村)은 나가노현 니시치쿠마군에 있던 촌이다. 현재의 기소군 기소정에 해당한다.

## 역사
- 1889년 4월 1일 - 정촌제 시행에 의해 니시치쿠마군 신카이촌이 성립하였다.
- 1967년 4월 3일 - 후쿠시마정 및 신카이촌과 합병해 기소후쿠시마정이 성립하여, 동일 신카이촌은 폐지되었다.

## 교통

### 철도
- 일본국유철도
  - 주오 본선

촌내에 역은 지나가지만, 당시엔 미개통

### 도로
- 국도 제19호선

## 참고문헌
- 角川日本地名大辞典 20 長野県